# School Rumble
School Rumble (スクールランブル lit. Alboroto escolar?) es un manga escrito e ilustrado por Jin Kobayashi con una adaptación al anime dirigida por Shinji Takamatsu. Cuenta la vida diaria de los estudiantes del ficticio instituto Yagami (矢神高校 Yagami Kōkō?), centrada en sus enredos amorosos.
El manga comenzó a publicarse el 22 de octubre de 2002 en la revista semanal Shōnen Magazine cerrando su edición el 23 de julio de 2008 con un total de 283 capítulos, recopilados en 22 volúmenes por la editorial Kōdansha. Su éxito le permitió ser lanzado al anime siendo producido por Studio Comet. Este es una fiel adaptación al manga, su emisión comenzó el 10 de octubre de 2004 en TV Tokyo, finalizando el 2 de septiembre de 2005 con un total de 52 episodios separados en 2 temporadas de 26 episodios. También cuenta con 2 Ovas emitidas el 22 de diciembre de 2005 y el 17 de septiembre de 2008, esta última cuenta el final de la historia omitiendo sucesos del manga que no fueron emitidos en anime. En la clasificación publicada por TV Asahi de las 100 mejores series anime de 2006 (sobre la base de una encuesta en línea en el país), School Rumble alcanzó el puesto 97.
Fue licenciada en España y distribuida por Jonu Media, en Estados Unidos, el anime se distribuye a cargo de FUNimation. El manga cuenta con una secuela llamada School Rumble Z (スクールランブル Z?) que comenzó a publicarse en Shōnen Magazine Special el 20 de agosto de 2008. Su publicación es mensual ya habiendo finalizado con 10 capítulos.

## Argumento
School Rumble cuenta la vida diaria de los estudiantes del ficticio instituto Yagami y sus alrededores. La serie se ubica en el género comedia romántica, con escenas en la historia bastante exageradas.
La protagonista femenina es Tenma Tsukamoto, estudiante de segundo curso que se siente atraída por Ooji Karasuma, un excéntrico chico que es realmente especial por sus extrañas formas de actuar. La idea general de la historia, muestra como a Tenma le resulta difícil confesar su amor por él, e intenta las técnicas más surrealistas e inverosímiles para intentar declararle su amor. Las complicaciones surgen con Kenji Harima, el protagonista masculino, un delincuente, que está enamorado de Tenma, quien pasa por los mismos problemas que ella al intentar declararle su amor. Los intentos de los dos personajes de confesar sus respectivos amores, crean situaciones de lo más hilarantes alrededor de la serie.

## Personajes
Tenma Tsukamoto (塚本 天満 Tsukamoto Tenma?)
Voz por: Ami Koshimizu
Es la protagonista femenina de la serie. Tenma está muy poco desarrollada para su edad, por lo que suele ser confundida como la menor de las hermanas Tsukamoto. Es despistada, lenta y torpe, pero también alegre, y suele hacer amigos con facilidad. Tiene la particularidad de olvidar fácilmente lo que sea; por ello, si durante una conversación hay una pausa de más de diez segundos, Tenma olvidará totalmente el tema de conversación. Decide trasladar sus estudios a Estados Unidos para estar cerca de Karasuma, quien sufre una enfermedad mental. Decide estudiar medicina con la ilusión de algún día poder curar la enfermedad de Karasuma.
Kenji Harima (播磨 拳児 Harima Kenji?)
Voz por: Hiroki Takahashi
Es el protagonista masculino de la serie, aparentemente basado en el mismo mangaka. Al principio era un delincuente, pero se decidió a cambiar y a ir a clase para poder estar con Tenma. Cuando estaba en secundaria decidió vivir solo. Un día, mientras paseaba, vio a un sujeto con un cuchillo atacando a una muchacha (Tenma) y la defendió, ganándose una cicatriz que va desde su hombro derecho a la cadera izquierda. Como Tenma se desmayó, él la llevó a su casa para que descansara, pero por un malentendido ella creyó que él quería aprovecharse de ella, por lo que huyó de él. En ese momento Harima se dio cuenta de que se había enamorado y deseaba estar con Tenma, por lo que decidió dejarse crecer el cabello y la barba, además de usar gafas de sol, para que ella no lo reconociera y se asustara. Harima vive con Itoko, su prima, quien además es una de sus profesoras.
Ooji Karasuma (烏丸 大路 Karasuma Ooji?)
Voz por: Hiroki Konishi
Karasuma Ooji es la persona de la que está enamorada Tenma. No muestra expresión alguna en su cara y se reserva sus comentarios para sí mismo la mayor parte del tiempo. Al principio de la serie se iba a mudar a Estados Unidos, pero se quedó un año más debido a la carta que Tenma le escribió, y en la que esta olvidó poner su nombre. A medida que avanza la serie, Tenma se acerca más a Karasuma, haciendo que este se integre con mayor facilidad con el resto de su grupo. Karasuma tiene la costumbre de disfrazarse de Kappa (tortuga-monstruo legendaria japonesa) durante los días de lluvia y de hombre de nieve o pingüino cuando está en lugares fríos. Es un mangaka profesional con el apodo de nijou-jou sensei. Toca la guitarra eléctrica en la banda de la escuela. Es fanático del curry. Se trasladó a Estados Unidos junto con Tenma para curar su extraña enfermedad mental. Además durante su pelea contra Harima, él le confiesa que también está enamorado de Tenma al igual que Harima
Eri Sawachika (沢近 愛理 Sawachika Eri?)
Voz por: Yui Horie
Una buena amiga de Tenma; su padre es europeo y su madre, japonesa. Eri tiene una mala relación con sus padres debido a que estos, especialmente su padre, están siempre muy ocupados y no le dedican mucho tiempo. Se caracteriza por actuar de forma engreída y pedante sobre todo con sus compañeros, aunque también puede fingir una sonrisa de niña buena y comprensiva cuando en verdad se encuentra eufórica o enojada. Durante el transcurso de la historia se ve envuelta en situaciones muy comprometidas con Harima.
Yakumo Tsukamoto (塚本 八雲 Tsukamoto Yakumo?)
Voz por: Mamiko Noto
Es la hermana menor de Tenma, aunque no lo parece. Es muy seria, guapa e inteligente, así como una excelente cocinera. Es muy popular entre los chicos, aunque ella no siente ningún interés por ellos. Su única preocupación consiste en proteger a su hermana, porque sabe de su exceso de confianza. De hecho, Yakumo se pone muy violenta cuando alguien habla mal de su hermana. Puede leer el pensamiento de la gente que siente atracción por ella. Está enamorada de Harima, pero como sabe que él está enamorado de su hermana, decide no confesarle nada para que ellos terminen juntos.

## Contenido de la obra

### Manga
El manga de School Rumble, creado por Jin Kobayasi, fue publicado entre el 22 de octubre de 2002 y el 23 de julio de 2008 en la revista semanal japonesa Shōnen Magazine, consiguiendo un total de 283 capítulos. A medida que se fue publicando, Kōdansha fue recopilando los capítulos, terminando en 22 volúmenes.
| Volumen | ISBN                   | Fecha de publicación en Japón | Capítulos |
| ------- | ---------------------- | ----------------------------- | --------- |
| 01      | ISBN 978-4-06-363244-6 | 16 de mayo de 2003            | 01 - 16   |
| 02      | ISBN 978-4-06-363290-3 | 17 de septiembre de 2003      | 17 - 30   |
| 03      | ISBN 978-4-06-363321-4 | 17 de diciembre de 2003       | 31 - 46   |
| 04      | ISBN 978-4-06-363346-7 | 17 de marzo de 2004           | 47 - 58   |
| 05      | ISBN 978-4-06-363391-7 | 17 de junio de 2004           | 59 - 72   |
| 06      | ISBN 978-4-06-363433-4 | 17 de septiembre de 2004      | 73 - 84   |
| 07      | ISBN 978-4-06-363464-8 | 17 de diciembre de 2004       | 85 - 96   |
| 08      | ISBN 978-4-06-363505-8 | 17 de marzo de 2005           | 97 - 108  |
| 09      | ISBN 978-4-06-363540-9 | 17 de junio de 2005           | 109 - 119 |
| 10      | ISBN 978-4-06-363573-7 | 16 de septiembre de 2005      | 120 - 129 |
| 11      | ISBN 978-4-06-363614-7 | 16 de diciembre de 2005       | 130 - 140 |
| 12      | ISBN 978-4-06-363641-3 | 17 de abril de 2006           | 141 - 152 |
| 13      | ISBN 978-4-06-363679-6 | 16 de junio de 2006           | 153 - 164 |
| 14      | ISBN 978-4-06-363718-2 | 15 de septiembre de 2006      | 165 - 178 |
| 15      | ISBN 978-4-06-363759-5 | 15 de diciembre de 2006       | 179 - 191 |
| 16      | ISBN 978-4-06-363803-5 | 16 de marzo de 2007           | 192 - 203 |
| 17      | ISBN 978-4-06-363838-7 | 15 de junio de 2007           | 204 - 216 |
| 18      | ISBN 978-4-06-363883-7 | 14 de septiembre de 2007      | 217 - 228 |
| 19      | ISBN 978-4-06-363924-7 | 17 de diciembre de 2007       | 229 - 241 |
| 20      | ISBN 978-4-06-363959-9 | 17 de marzo de 2008           | 242 - 254 |
| 21      | ISBN 978-4-06-384009-4 | 17 de julio de 2008           | 255 - 267 |
| 22      | ISBN 978-4-06-384035-3 | 17 de septiembre de 2008      | 268 - 283 |

#### Material Adicional
Además del manga, Kōdansha también ha publicado distintos artbooks, escritos y dibujados por el mismo autor.
| Título                      | ISBN                   | Fecha de publicación en Japón |
| --------------------------- | ---------------------- | ----------------------------- |
| School Rumble Private File  | ISBN 978-4-06-362031-3 | 15 de octubre de 2004         |
| School Rumble OFFICIAL FILE | ISBN 978-4-06-362032-0 | 17 de noviembre de 2004       |
| School Rumble Treasure File | ISBN 978-4-06-372137-9 | 17 de marzo de 2006           |
| School Rumble Pleasure File | ISBN 978-4-06-372198-0 | 15 de septiembre de 2006      |

#### School Rumble Z
También cuenta con una secuela llamada School Rumble Z (スクールランブル Z?) que comenzó a publicarse en Shōnen Magazine Special el 20 de agosto de 2008. Su publicación es mensual ya habiendo alcanzado 10 capítulos, ya se ha recopilado en un volumen.
| Capítulo | Título          | Fecha de publicación     |
| -------- | --------------- | ------------------------ |
| 01       | CAT CHASER      | 20 de agosto de 2008     |
| 02       | VAN HELSING     | 20 de septiembre de 2008 |
| 03       | TICKETS         | 20 de octubre de 2008    |
| 04       | SCROOGE         | 20 de noviembre de 2008  |
| 05       | MICHAEL CLAYTON | 20 de diciembre de 2008  |
| 06       | THE GAME        | 20 de enero de 2009      |
| 07       | MADAGASCAR      | 20 de febrero de 2009    |
| 08       | SECRET SOCIETY  | 19 de marzo de 2009      |
| 09       | PATCH ADAMS     | 20 de abril de 2009      |
| 10       | GOODBYE AGAIN   | 20 de mayo de 2009       |

### Anime
School Rumble cuenta con una adaptación televisiva producida por Studio Comet y dirigida por Shinji Takamatsu. La serie sigue fielmente el argumento del manga, su emisión comenzó el 10 de octubre de 2004 en TV Tokyo, finalizando con 52 episodios de 25 minutos aproximadamente cada uno, separados en 2 temporadas de 26 episodios. La primera temporada se emitió desde el 10 de octubre de 2004 hasta el 29 de abril del año siguiente, la segunda temporada comúnmente llamada School Rumble Ni Gakki (School Rumble - segundo semestre), comenzó a emitirse el 2 de abril de 2006, finalizando el 24 de septiembre del mismo año.

#### Producción
| Director                          | Shinji Takamatsu                                                     |
| Composición y guion               | Hiroko Tokita                                                        |
| Producción                        | Marvelous Entertainment Starchild Records Media Factory Studio Comet |
| Dirección artística               | Minoru Akiba (JACK)                                                  |
| Diseño artístico                  | Tomoyuki Aoki                                                        |
| Animación y diseño de personajes  | Hajime Watanabe                                                      |
| Diseño del color                  | Miharu Sakai (Studio M)                                              |
| Edición                           | Akihiro Murasaki Hideaki Murai Miho Ogata                            |
| Dirección de sonido               | Kazuya Tanaka                                                        |
| Efectos de sonido                 | Megumi Matsuo                                                        |
| Grabación                         | King Records                                                         |
| Música                            | Toshiyuki Oomori                                                     |
| Interpretación de temas musicales | Yui Horie (opening) Yuko Ogura (ending)                              |

#### Ovas
School Rumble cuenta con dos ovas de dos episodios cada una.
- School Rumble Ichigakki Hosshu

Más conocida como School Rumble clases extras, su primera emisión fue el 22 de diciembre de 2005, el primer capítulo es un resumen de la primera temporada con escenas no mostradas en el anime, el segundo episodio muestra a los personajes en historias paralelas.
- School Rumble San Gakki

Literalmente School Rumble tercer semestre, es la adaptación del tomo 21 y 22 del manga, omitiendo gran parte del contenido anterior del manga. Los productores no han confirmado que las ovas sean la antesala de una tercera temporada.

### Videojuegos
Debido al éxito de School Rumble, se han lanzado 3 videojuegos basados en la serie: dos para PlayStation 2 y el último para Psp:

## Banda sonora
La banda sonora del anime de School Rumble está compuesta de una serie de openings y endings que aparecen al inicio y al final de cada capítulo. Toshiyuki Oomori fue el encargado de la música de School Rumble.

## Actuaciones en directo
School Rumble ha realizado dos actuaciones en directo, la primera se realizó el 5 de diciembre de 2004 llamada School Rumble Presents Come! Come! Welcome? Party protagonizado por los seiyūs de la serie. Fue estrenado en DVD el 24 de marzo de 2005.
Otra actuación en directo fue la realizada entre el 21 y el 25 de julio de 2005, titulada School Rumble Live Butai - Osarusan dayo Harima kun, siendo un corto resumen de toda la primera temporada.

### Parodias e imitaciones

#### Primera temporada
En el opening de los primeros capítulos podemos observar a Tenma sobre una nube y una nave acercándose por detrás. Esta es una parodia del opening de Dragon Ball. 
En el capítulo N.º 1 es posible ver que mientras Karasuma, Tenma y Harima van en bicicleta hacia el colegio, sobrepasan al Toyota Sprinter del protagonista de Initial D. Luego saltan por detrás de un monte, esta escena es igual a una en el anime Neon Genesis Evangelion, en el capítulo 12, El valor de un milagro. Más tarde suben por una calle muy empinada, esa calle también aparece en dicho anime. 
Durante el capítulo N.º 3, Tenma intenta entregar a Karasuma una carta disparándola en una flecha vestida como una practicante de kyudo, mientras lo hace, Harima se cruza y las esquiva de la misma manera en que Neo evita las balas de uno de los agentes en la película Matrix. Es en este capítulo donde, además, se ve en una pantalla de la ciudad, en el fondo, el vídeo de la canción Scramble interpretado por Unscandal, opening de la temporada. 
En el capítulo N.º 8, Cuando Harima está viendo la TV, aparece un programa llamado Comet Wars y es una clara parodia de Star wars, y mientras hablan los personajes, se ve atrás a R2D2 y a C3PO y los personajes que hablan son la princesa Leia y Luke. 
El noveno capítulo, comienza con un manga de acción creado por Harima, donde es el protagonista y tiene muchas semejanzas tanto en la historia como en las habilidades con Kenshiro, protagonista de El puño de la Estrella del Norte; también como se ve en la pelea de Harima contra Karasuma, se enfrentan de la misma forma que Mewtwo y Mew, de la película de Pokémon. Además mientras pelea, su cabello se vuelve rubio, como en la serie Dragon Ball Z. Al final del capítulo Harima rescata a Iori de ahogarse, siendo confundido con un kappa, en una referencia a la historia Kappa no Sampei. 
En el episodio 19 Harima y Hanai luchan imitando el estilo de combate de los personajes de Saint Seiya. 
En el episodio 20, Hanai comienza a tocar la flauta dulce, haciendo que lleguen ratones al igual que en El flautista de Hamelín.
El episodio 21 comienza con un entrenamiento de Hanai en las montañas por el que también debió pasar Jackie Chan en la película El maestro Borracho.
Cada vez que Harima se dedica a dibujar manga usa una boina roja en una referencia al artista y mangaka Osamu Tezuka, quien solía usar también una gorra como esta.
La guerra de caballos llevada a cabo en el capítulo 22 comienza con ambas facciones una frente a la otra, y a la señal, corren y se impactan en la misma forma y ángulo de visión en que lo hacen los ejércitos de Sauron contra los de los elfos y humanos en la película Las dos torres. Asimismo en el mismo capítulo cuando Karen Ichijou tumba toda la muralla humana desarmando el grupo rival, Lala le dice eso sólo vale como uno, haciendo referencia a Gimli cuando este le dice a Legolas lo mismo cuando derrumba un elefante en El retorno del rey.
Al final del episodio 23, el avance del próximo capítulo se asemeja al estilo de Jigoku Shoujo.
Poco después del incidente con el bordado de la casaca de Harima, en el capítulo 24, Eri va al café donde trabaja Yakumo, y sentada frente a ella le pregunta por algunas cosas que ha hecho y lo que sirve la cafetería, todo esto en una parodia a la escena del interrogatorio de la película Basic Instinct. 
Después de ayudar Harima a Tenma a elegir un regalo para Karasuma, al volver en tren a su barrio, Harima imagina ese momento como un viaje espacial. Esto es referencia a Galaxy Express 999 de Leiji Matsumoto. El final de esa escena muestra un comentario del narrador y un pergamino en la esquina derecha de la pantalla, tal como lo hacían los finales de la serie. También se verá una imagen que recuerda a la película "Encuentros en la tercera fase", de Steven Spielberg.

#### Segunda temporada
El comienzo de la temporada, es con un viaje al Japón del período Edo, donde Harima es Mangoku, un espadachín de una serie a la que los personajes son fanáticos y que es muy similar a Jubei Kibagami, personaje histórico en el cual se basan los protagonistas de Ninja Scroll y Ninja Resurrection. 
A partir del capítulo N.º 2 la historia gira en torno a una guerra (en realidad un combate de paintball) llevada a cabo por los miembros de la clase 2-C, en la cual se ve una serie de alusiones a la película y novela Battle Royale. El final de este enfrentamiento armado es en el capítulo N.º 3, donde los líderes de los bandos (Harima y Hanai) combaten una lucha cuerpo a cuerpo y disparándose a quemarropa de la misma forma en que sucede en la escena final de la película Equilibrium. En la misma escena, la actitud de Harima es similar a la de Alucard, ya que se le ve sonriendo y cruzando sus armas sobre el pecho de la forma en que lo hace el vampiro de Hellsing. Esto último, por el aspecto de Harima también parodia a Brandon Heat protagonista de Gungrave.
Durante el cuarto episodio, mientras Eri conversa con Harima, este último rompe su camisa mostrando en su pecho unas cicatrices que forman la constelación de la Osa Mayor, en otra referencia a El Puño de la Estrella del Norte.
En el quinto episodio se ve a Harima y a Tae interpretando una de las escenas de la serie Samurai Champloo donde Jin libera a una prostituta que fue vendida a un burdel por su esposo para pagar sus deudas de juego. 
En el séptimo capítulo, mientras las muchachas comen un plato preparado por Hanai, tienen una visión similar a la de Ashitaka la primera vez que ve al espíritu del bosque en La princesa Mononoke. En ese mismo capítulo, la competición de comida es muy similar a la que suele haber en Yakitate!! Japan o en el programa Iron Chef, la recolección de alimentos (sobre todo en la última temporada de Yakitake!!), la preparación, el jurado, las reacciones exageradas y la intervención de personajes.
A partir del capítulo N.º 8, la preparación del equipo de basquetbol recuerda en muchos momentos a la serie Slam Dunk (manga) y al comportamiento de muchos de sus miembros.
En el capítulo N.º 9, la enfermera Anegasaki sostiene el cetro de Saori (Saint Seiya), mientras aconseja y anima al equipo rodeada de un cosmos dorado. En este mismo episodio, Imadori imita a Michael Jordan en un famoso anuncio de Nike, saltando de forma espectacular a una canasta situada a gran altura y quejándose de que luego no puede bajar de ella.
En el décimo capítulo, Tenma imagina a Karasuma ayudándola mientras trabaja con greda (alfarería), de la misma forma que el personaje de Patrick Swayze lo hace con su novia (Demi Moore) en el film Ghost, la Sombra del Amor. Al final de este capítulo se ve a Lala y Karen derrotando a todo un distrito de maleantes de la misma forma en que Onizuka y Ryuuji lo hacían en el manga Shounan Jun'ai Gumi.
En el capítulo Nº14, El desesperado Harima, al arruinar el trabajo de Karasuma, intenta recrear el manga desde cero, utilizando múltiples referencias:
a) Empieza planteando un sporkon (manga deportivo) de baseball. La trama planteada es la misma que Touch.
b) Para darle más consistencia al protagonista, asegura que es un delincuente callejero, que peleaba con yakuzas, antes de dedicarse al deporte, referencia a Joe Yabuki de Ashita no Joe.
c) Además, el protagonista, cuando se enfada, consigue una fuerza sobrehumana. El dibujo que utilizan para explicar este hecho es el mismo que Kenshiro de El Puño de la Estrella del Norte.
d) Harima desea incluir una escena de amor en el manga de Karasuma y no sabe qué hacer, pero recuerda una escena muy común en Love Hina, donde Keitaro suele caer sobre Naru.
Dankosha es la editorial donde trabaja el terrible Oyama Gotou y donde Harima y Karasuma publican sus obras. El nombre de esta editorial ficticia es en realidad un anagrama y parodia de Kodansha, la editorial que publica muchos mangas reconocidos a nivel mundial. 
En el episodio 15, cuando Harima va a buscar a Tenma a su habitación, se confunde, accede a la de su hermana menor, al salir de ella, se puede observar una parodia de la película de terror Ju-on o The grudge.
En el episodio 19 la embarcación de Gouto Gekai, el maestro de Harima, se enfrenta a una ola gigante haciendo una parodia de la película La tormenta perfecta, también pidiendo que rieran a todos los que iban en dicha embarcación antes de ser tragados por la ola. También en este capítulo Harima coge el plato gigante para servir curry que Tenma iba a regalar a Karasuma para usarlo como deslizador, en el momento que pasa por una calle se oye un comentario similar al que aparece en el final del ending de Saint Seiya. Mientras Harima se desplaza en el plato gigante es atacado por atunes que vuelan de la misma forma que los cohetes y misiles en la serie Macross.
En el episodio 20 al comenzar hacen una parodia con Steel Angel Kurumi, Tenma como cyborg como en el otro anime. 
La primera mitad del episodio 21 es una parodia a la serie de anime Sakura Card Captor, también se aprecia una escena donde parodian a la serie Doraemon. Al final del capítulo vuelven a parodiar a Saint Seiya, ya que aparecen en el templo y aparece Hades al final.
Al principio del capítulo 22 se ve una competencia entre 2 coches muy parecida a las carreras vistas en Initial D. En la parte final se parodia una vez más a Saint Seiya, debido a que ponen al santuario y a los personajes irradiando cosmos, propio de ese anime.
Cameo: en el episodio final de la segunda temporada Tenma tiene una Nintendo DS que se ve al detalle cuando la deja en el suelo. En este mismo episodio se puede ver que Karasuma lleva puesta una camisa del equipo de Fútbol de Japón con el número 10; número que usa Oliver Atom de la serie Captain Tsubasa.